# Live CD

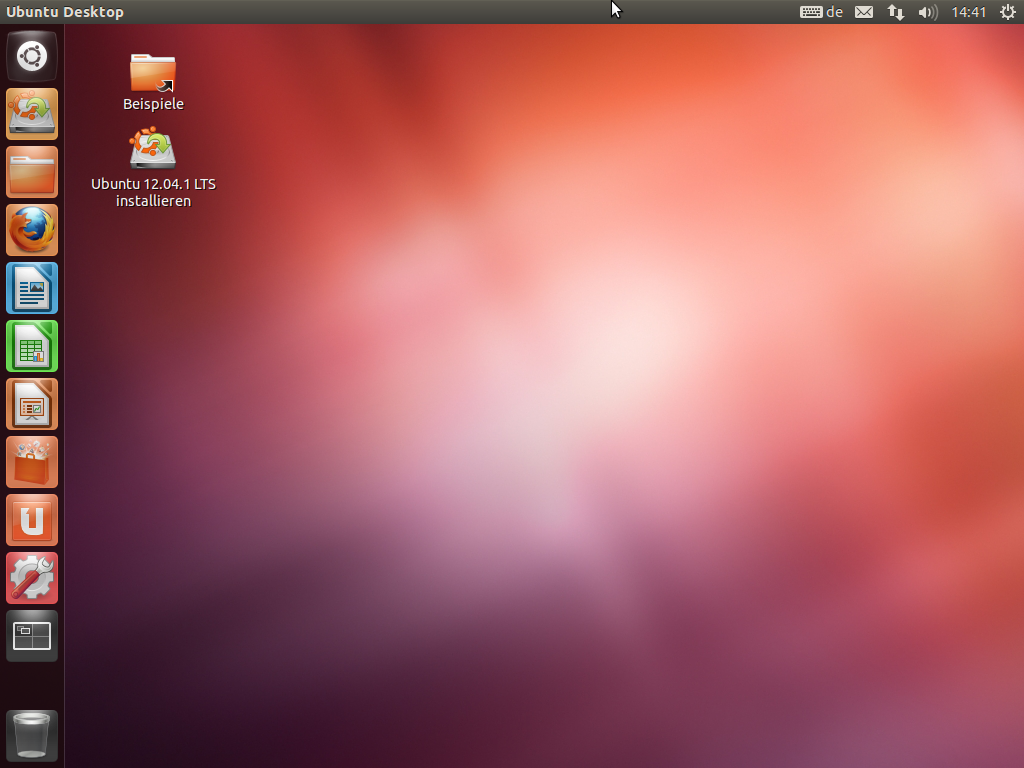
Live CD, Ubuntu

LiveCD, Live CD o LiveDistro (per esteso distribuzione live), in informatica, è un'espressione genericamente utilizzata per indicare una distribuzione di un sistema operativo in grado di essere avviato in fase di boot del computer ed eseguito senza richiederne l'installazione su hard disk.
In altri casi, i contenuti non sono quelli di un sistema operativo vero e proprio, ma di un ambiente di ripristino o un pannello di amministrazione o una suite di strumenti di diagnostica, comunque sempre avviati all'accensione del computer in modo da poter operare sopra i sistemi operativi installati su di esso.
Attualmente, lo stesso risultato si ottiene non utilizzando un CD, ma un DVD o, più frequentemente, una chiavetta USB: al di la del nome originario il concetto di strumento "live" non cambia.

## Storia

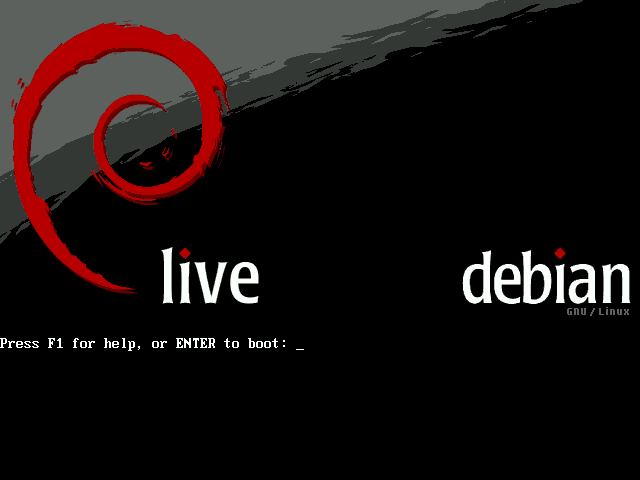
Schermata iniziale della versione live di Debian GNU/Linux

In origine molti sistemi operativi (CP/M, le prime versioni di MS-DOS, Apple DOS) si potevano considerare distribuzioni Live. Essi venivano infatti distribuiti tramite floppy disk avviabili e in molte soluzioni non vi era nemmeno un hard disk sul quale trasferire il sistema operativo. Era anche pratica comune creare dei dischi di avvio personalizzati per avviare determinate applicazioni.
Il termine LiveCD venne però coniato con la diffusione di massa dei lettori CD-ROM. La prima distribuzione Live fu Yggdrasil Linux, ma le sue prestazioni erano fortemente limitate dalla velocità di trasferimento dei lettori CD-ROM. Il primo LiveCD famoso fu Knoppix (derivata da Debian), esso trovò un largo impiego sia come disco di ripristino sia come distribuzione Live.
Dal momento del rilascio di Knoppix (2003) le distribuzioni Live hanno avuto un successo crescente al punto da creare distribuzioni che partono in modalità Live come comportamento predefinito ma, prevedono un'icona (a volte posta sul desktop del sistema appena avviato) che ne permette l'installazione con semplici passi (come ad esempio accade per le distribuzioni Ubuntu).

## Caratteristiche
Il termine Live sta ad indicare che la distribuzione del sistema operativo verrà eseguita direttamente senza richiedere la preparazione del sistema o l'installazione di qualche componente specifico. Questo tipo di distribuzione generalmente non altera lo stato della macchina e non utilizza il disco rigido sebbene questa operazione sia possibile se l'utente la richiede esplicitamente.

### Supporto di memorizzazione
Di solito vengono utilizzati come supporto di memorizzazione i CD (LiveCD) e i DVD (LiveDVD) anche se sono esistite distribuzioni specifiche per essere eseguite da floppy disk (ormai obsolete) oppure da periferiche USB di archiviazione (live USB). Sui personal computer le distribuzioni LiveCD sono create a partire da un disco avviabile. Nel caso dei CD, ad esempio, questo risultato viene ottenuto con l'estensione El Torito che, tramite l'uso di un file (contenente l'immagine di avvio), emula il comportamento di un floppy disk.
La sessione live è quindi caricata nella RAM ovvero, ricorrendo alla predisposizione di un RAM disk che, ovviamente, al riavvio del sistema sarà eliminato dalla memoria.
Dato che le distribuzioni Live utilizzano nella maggior parte dei casi dei supporti di sola lettura, viene utilizzata una porzione della memoria RAM come supporto di memorizzazione (RAM disk) per tenere file temporanei e di configurazione che potrebbero essere necessari durante il corretto funzionamento del sistema operativo. Le distribuzioni più evolute possono richiedere anche dimensioni di 256 Mb per il Ramdisk, riducendo in pratica la disponibilità di RAM per l'esecuzione delle restanti funzioni.
Un altro limite evidente è quello legato alla velocità di trasferimento dati ed al tempo di accesso/ricerca sul supporto di memorizzazione. Peggiori prestazioni in termini di velocità o di tempo si traducono in lunghi tempi di caricamento, specie durante la fase di boot. A causa di questi limiti le distribuzioni Live non vengono in genere utilizzate come alternativa all'installazione del sistema su disco rigido.

### Rilevamento periferiche hardware
Le distribuzioni Live sono "impacchettate" in maniera tale da rilevare e supportare la maggior parte dell'hardware senza effettuare alcuna configurazione. Ad esempio nel caso di distribuzioni Live basate su kernel Linux 2.6 vengono utilizzati udev o "hotplug". Grazie a questi accorgimenti si evita di dover configurare il sistema ad ogni avvio, caratteristica gradita anche agli utenti alle prime armi.

## Utilizzo
Le distribuzioni Live possono essere usate a scopo dimostrativo o valutativo e rappresentano un evidente vantaggio per l'utente inesperto in quanto permettono di saltare completamente la fase di installazione e configurazione che è solitamente richiesta nelle fasi iniziali di utilizzo di un sistema operativo. Infatti, si può conoscere un sistema o programma, facendo qualsiasi esperimento senza rischi di danneggiarli.
Un utilizzo alternativo delle distribuzioni Live è quello orientato alla diagnostica ed al recupero dati da sistemi che non riescono più ad effettuare un avvio corretto del sistema operativo; questo tipo di distribuzioni in genere comprende degli strumenti per recuperare dati dall'hard disk, ripristinare il corretto funzionamento oppure eseguire scansioni con antivirus. Infatti, lanciando un ambiente di ripristino, un sistema operativo, un programma di backup, uno strumento antimalware, un tool amministrativo mediante un cd live, ecc. il sistema operativo installato non viene avviato e quindi si possono manipolare i suoi contenuti senza problemi di blocco per processi in esecuzione. In questo modo si possono facilmente utilizzare tutti i comuni strumenti tipici dei sistemi operativi (a cominciare da un banale "file manager") per eseguire operazioni amministrative sulla macchina, ivi compresi sui sistemi operativi installati o sulle partizioni nascoste (di sistema e di avvio). Ovviamente, il DVD/USB live deve essere eseguito all'accensione, prima di tutto il resto, tipicamente installato sul disco fisso. Ubuntu live è uno dei prodotti più utilizzati a tale scopo.